# 戈奈
戈奈（法語：Gosnay，法語發音：[ɡonɛ]）是法国上法蘭西大區加来海峡省的一个市镇，属于贝蒂讷区。

## 地理
戈奈（50°30'27"N, 2°35'12"E）面积2.21 平方千米，位于法国上法蘭西大區加来海峡省，该省份为法国北部沿海省份，西北濒北海，南至索姆省，东临北部省。
与戈奈接壤的市镇（或旧市镇、城区）包括：富克勒伊、拉伯夫里耶尔、布律埃-拉比西耶尔、富基耶尔莱贝蒂讷、埃迪尼厄勒-莱贝蒂讷。
戈奈的时区为UTC+01:00、UTC+02:00（夏令时）。

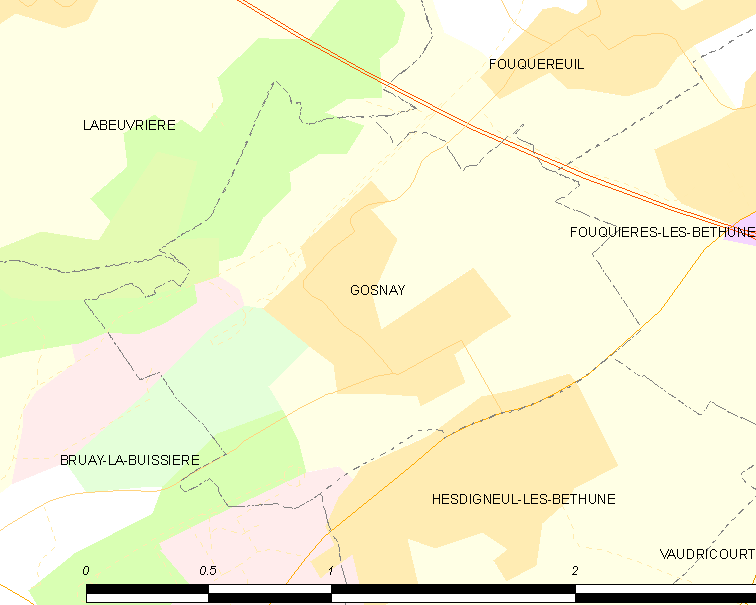
戈奈的OSM定位图

## 行政
戈奈的邮政编码为62199，INSEE市镇编码为62377。

## 政治
戈奈所属的省级选区为讷莱米讷县。

## 人口

1962-2008年间戈奈人口变化图示

戈奈于2022年1月1日时的人口数量为946人。